# Doom Dooma
Doom Dooma é uma cidade e uma town area committee no distrito de Tinsukia, no estado indiano de Assam.

## Demografia
Segundo o censo de 2001, Doom Dooma tinha uma população de 19 822 habitantes. Os indivíduos do sexo masculino constituem 55% da população e os do sexo feminino 45%. Doom Dooma tem uma taxa de literacia de 70%, superior à média nacional de 59,5%: a literacia no sexo masculino é de 75% e no sexo feminino é de 63%. Em Doom Dooma, 12% da população está abaixo dos 6 anos de idade.